# Rodoan
Rodoan (in latino Rodoan; in ungherese Radvány; ... – dopo il 1071) fu un nobile ungherese che ricoprì la carica di palatino (in latino palatinus comes) nel 1067, durante il regno di Salomone d'Ungheria.

## Biografia
Figlio di Bogát (Bagath o Bugar), fu uno dei progenitori della famiglia Bogát-Radvány della Boemia. Il suo nome, così come quello del padre, suggerisce che fosse di origine slava.
Rodoan figura tra testimoni quando, nel 1067, Pietro Aba fondò l'abbazia di Százd (situata nei pressi dell'attuale Tiszakeszi) e donò le terre circostanti al monastero benedettino. Rodowan partecipò alla guerra bizantino-ungherese nel 1071, in particolare al vittorioso assedio di Belgrado. Secondo la Chronica Picta, Rodoan, insieme a Vid Gutkeled e al vescovo Franco, fu uno degli aristocratici che suggerì a Salomone di lasciare il duca Géza fuori dalla spartizione del bottino di guerra, circostanza che generò un inasprimento della stabilità interna. Rodoan morì qualche tempo dopo il 1071.